# Kent (groupe)
Pour les articles homonymes, voir Kent (homonymie).
Ne doit pas être confondu avec Kent (chanteur).

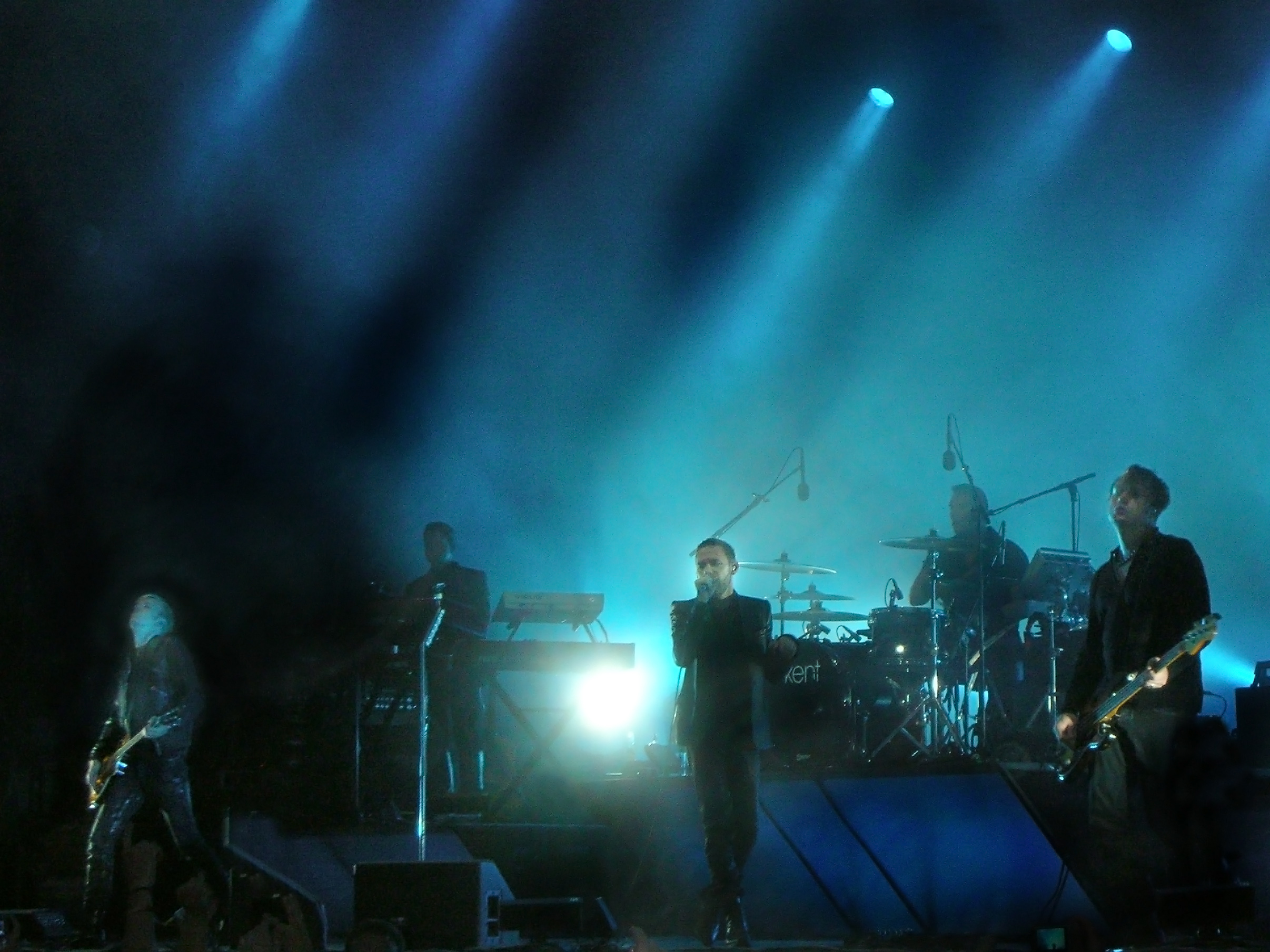
Kent en concert à Eskilstuna. De gauche à droite : Sami Sirviö - guitare, Andreas Bovin - claviers (n'est pas membre du groupe), Joakim Berg - chants, Markus Mustonen - batterie, Martin Sköld - basse.

Kent est un groupe suédois de pop rock formé à Eskilstuna en 1990, tout d'abord appelé Jones & Giftet (littéralement « Jones et le poison »), puis Havsänglar (« les Anges de mer »).

## Historique
Depuis leur deuxième album, Verkligen, sorti en 1996, le groupe obtenu la première place du chart suédois Sverigetopplistan avec tous ses albums. Kent a aussi été numéro un des singles avec les chansons Dom andra, Max 500, Palace & Main, Töntarna, 2000, et Gamla Ullevi. Avec plusieurs millions d'albums vendus au cours de sa carrière et 23 Grammis, Kent a plusieurs fois été qualifié du plus grand groupe de rock en Suède, et fait partie du Swedish Music Hall of Fame (sv) depuis 2016. Le groupe a annoncé la fin de leur carrière le 13 mars 2016 au travers d'une vidéo intitulée Då som nu för alltid retraçant la carrière du groupe avec des clin d’œil (costumes, lieux de tournages d'anciens clips, objets etc). Un album du même nom est sorti le 20 mai 2016.
Une tournée d'adieu eu lieu du 23 septembre au 17 décembre 2016, date ultime au Tele2 Arena de Stockholm en Suède.
Le 18 octobre 2024, le groupe annonce sur sa chaine Youtube un nouveau concert les 21, 22 et 23 mars 2025 au Tele2 Arena, à Stockholm.

## Membres
- Joakim Berg – chant, guitare
- Martin Sköld – basse
- Markus Mustonen – batterie
- Sami Sirviö – guitare
- Harri Mänty – guitare, percussions (1995-2007)
- Thomas Bergqvist – synthétiseur (1990–92)
- Martin Roos – guitare (1992–95)
- Max Brandt – guitare (Live seulement) (2000-2016)
- Andreas Bovin – synthétiseur (Live seulement) (2000-2016)

## Distinctions
En tout, Kent a été récompensé par pas moins de 58 prix, dont 23 Grammis.
| Année | Catégorie |
| ----- | --- |
| 1995  | - Grammis - meilleur groupe pop rock |
| 1996  | - Grammis – meilleur clip vidéo (Gravitation (sv)) - Grammis – meilleur producteur (Nille Perned (sv)) - Rockbjörnen - album suédois de l'année - Nöjesguidens pris - meilleur groupe |
| 1997  | - Grammis - meilleur album (Isola (sv)) - Grammis - meilleur groupe pop rock - Prix musical d'Eskiltuna - Rockbjörnen – groupe suédois de l'année - Rockbjörnen – album suédois de l'année (Isola) - Prix spécial pour la meilleure contribution musicale en Suède |
| 1998  | - Guldgadden - Meilleur groupe live |
| 1999  | - Rockbjörnen – groupe suédois de l'année - Rockbjörnen – chanson suédoise de l'année (Musik non stop (sv)) - Grammis – groupe pop rock de l'année |
| 2002  | - MTV Europe Music Award – Meilleure performance nordique - MTG Radio Airplay award - Swedish Hit Music Awards – groupe suédois de l'année - Swedish Hit Music Awards – chanson suédoise de l'année (Dom andra (sv)) - Swedish Hit Music Awards – groupe de rock suédois de l'année (Dom andra) |
| 2003  | - NRJ Radio Awards – groupe suédois de l'année - NRJ Radio Awards – meilleure chanson suédoise (Dom andra) - P5 Radio Stockholm Stockholmsmärket 2002 – groupe stockholmois de l'année - P5 Radio Stockholm Stockholmsmärket 2002 – chanson stockholmoise de l'année (Dom andra) - Rockbjörnen – groupe suédois de l'année - Rockbjörnen – album suédois de l'année (Vapen & ammunition (sv)) - P3 guld – groupe de l'année - P3 guld – chanson de l'année (Dom andra) - Grammis – chanson de l'année (Dom andra) - Grammis – artiste de l'année - Grammis – groupe de l'année - Grammis – album de l'année (Vapen & ammunition) - Grammis – parolier de l'année (Joakim Berg (sv)) - Grammis – compositeur de l'année (Joakim Berg) - Grammis – producteur de l'année (Kent, Martin Von Schmalensee, Zed) - Sveriges bästa siter 2003 – meilleur site internet de fans Kent.nu - Musikförläggarnas pris – compositeur/parolier de l'année (Joakim Berg) |
| 2005  | - Nordic Music Awards – meilleur artiste nordique - P3 guld – groupe de l'année - Rockbjörnen – album de l'année (Du & jag döden (sv)) |
| 2006  | - Grammis – groupe de rock de l'année - Grammis – clip vidéo de l'année (Dom som försvann (sv)) |
| 2007  | - Grammis - groupe de l'année - Grammis - album de l'année (Tillbaka till samtiden (sv)) - P3 guld - groupe de l'année - Rockbjörnen - album suédois de l'année (Tillbaka till samtiden) |
| 2009  | - Grammis - groupe de rock de l'année - Grammis - producteur de l'année (Kent, Joshua) - P3 guld - groupe de l'année |
| 2010  | - Rockbjörnen - groupe live de l'année |
| 2012  | - P3 guld - groupe de l'année |
| 2014  | - Grammis - groupe de rock de l'année - Grammis - parolier de l'année (Joakim Berg) |
| 2016  | - Hall of fame - élu au Swedish Music Hall of Fame (sv) - P3 guld - groupe de l'année - Grammis - groupe de rock de l'année - Grammis - album de l'année (Då som nu för alltid (sv)) |
| 2017  | - Rockbjörnen - groupe live de l'année |